# Camille Belguise
Camille Belguise, née Camille Brizon le 15 mai 1894 à Montigny-sur-Avre et morte le 1er août 1980 à Argenteuil,, est une femme de lettres française.

## Publications
- Échos du silence (1952)
- Seul, l'amour... (1958)
- Mes saisons (1965)
- La vie a tout dicté (1970)
- Fragments d'un miroir (1992)